# Ciskei
Ciskei era un dels antics bantustans en què es dividia l'antiga Sud-àfrica, i que va rebre unilateralment la independència el 1982. Tenia una extensió de 7.700 km² i una població de 860.000 habitants. La capital era Bisho i la major part de la població pertanyia a l'ètnia xosa.

## Organització
Fou creat per a l'ètnia xosa (88% de la població del bantustan), per tal de desposseir de la nacionalitat sud-africana un bon nombre de negres sud-africans, fet accentuat amb la independència del 1982. La majoria dels teòrics habitants, però, residien als barris baixos de Johannesburg i de les grans ciutats a la recerca de feina, ja que el territori és pobre en recursos.

## Història
EL territori no va tenir cap entitat política pròpia fins que fou ideat el 1959, com els altres bantustans. per la Promotion of Bantu Selfgovernment Act. El 1961 va ser separat administrativament de la província del Cap i el 1972 va rebre autogovern sota la presidència de Lennox Sebe. El 1982 va rebre unilateralment la independència de Sud-àfrica, de la mateixa manera que l'havien rebut Transkei i Bophuthatswana, però no fou reconeguda internacionalment.
El 1990 el president Sebe fou deposat per un cop d'estat dirigit pel brigadier Oupa Gqozo, qui va governar dictatorialment malgrat les promeses de tornar els poders als civils. El 1991 el seu antic president Lennox Sebe hi fundà el Partit Africà Democràtic, però Gqozo es negà a desmantellar el govern del bantustan malgrat les pressions del Congrés Nacional Africà.
Finalment, el 7 de setembre del 1992 uns 80.000 simpatitzants del Congrés Nacional Africà ocuparen Bisho per tal de reclamar la reintegració de Ciskei a Sud-àfrica. Gqozo hi envià l'exèrcit i provocà 28 morts i 113 ferits, però els manifestants l'obligaren a fugir i el bantustan deixà d'existir oficialment.

## Llibres sobre Ciskei
- Gender and the Making of a South African Bantustan: A Social History of the Ciskei, 1945-1959 per Anne Kelk Mager (Heinemann, 1999)
- Power and Resistance in an African Society: The Ciskei Xhosa and the Making of South Africa per Les Switzer (University of Wisconsin Press, 1993)